# My Favorite Things: Coltrane at Newport
My Favorite Things: Coltrane at Newport ist ein Jazz-Album des John Coltrane Quartets, aufgenommen bei seinen Auftritten am 7. Juli 1963 und am 2. Juli 1965 auf dem Newport Jazz Festival in Newport (Rhode Island). Ein Teil der Aufnahmen wurde bereits
1966 unter dem Titel New Thing at Newport auf Impulse! Records veröffentlicht. Weitere Titel John Coltranes erschienen posthum auf den Alben Selflessness featuring My Favorite Things, The Mastery of John Coltrane und Newport '63. In vollständiger Form liegen die Mitschnitte mit der 2007 veröffentlichten Edition My Favorite Things: Coltrane at Newport vor.

## Die Newport-Auftritte John Coltranes

### Vorgeschichte
Während John Coltrane im Jahr 1962 insgesamt acht Mal das Studio von Rudy Van Gelder aufgesucht hatte, um Material für die drei Alben John Coltrane and Duke Ellington, Coltrane und Ballads aufzunehmen, kam Coltrane im nächsten Jahr nur drei Mal ins Studio. Daneben entstanden eine Reihe von Livemitschnitten, so vom Newport Jazz Festival im Juli, von einer Europatournee (Afro Blue Impressions) und dem Birdland am 8. Oktober.
Als das John Coltrane Quartet im Sommer 1963 in Newport auftrat, unterzog sich Coltranes Schlagzeuger Elvin Jones einer Drogentherapie. Als Ersatz für ihn wählte er Roy Haynes, der mit seinen 37 Jahren bereits als erfahrener Veteran galt, der mit Saxophonisten wie Lester Young, Charlie Parker und Stan Getz gespielt hatte. Bereits im November 1961 war Haynes für Elvin Jones bei Coltranes Konzert im Village Vanguard eingesprungen; er sollte noch an einigen Studio-Aufnahmen in diesem Jahr mitwirken (Dear Old Stockholm).

### Newport Jazz Festival, 7. Juli 1963
Nach seinem ersten Auftritt auf dem Newport Jazz Festival im Jahr 1958 als Mitglied des Miles Davis Quintetts trat Coltrane mit seinem Quartett danach noch 1961, 1963, 1965 und 1966 auf, jedoch wurden von seinem Produzenten Bob Thiele nur der zweite und der dritte Auftritt mitgeschnitten.
Thiele nahm damals sowohl Coltrane als auch McCoy Tyner mit seiner Band in Newport auf; dort entstand dessen erstes Live-Album für Impulse! (Live at Newport, AS-48). Coltranes Konzert, das das Festival am Sonntag beendete, blieb jedoch zu Lebzeiten des Saxophonisten unveröffentlicht.
Bevor Coltrane zu spielen begann, hielt Willis Conover eine kurze Ansprache, die auch dazu diente, das Publikum nach einem furiosen Auftritt von Jimmy Smith etwas zu beruhigen; konsequenterweise begann Coltrane sein Konzert mit einer Ballade,
„I Want to Talk About You“. „Das Material wird von John Coltrane durch eine multi-tonale Quartenspielweise, die den jeweils zugrunde liegenden Akkord als tonales Zentrum benutzt, aufgebrochen“, schrieben Gerd Filtgen und Michael Außerbauer in ihrer Besprechung der Newport-Mitschnitte,
„Ein Drittel des Stücks besteht aus einer langen Tenorsaxophon-Solokadenz. Wie bei My Favorite Things verwendet Coltrane hier ansatzweise arabische Tonleitern, was ihn jedoch, und dies ist ein klarer Beweis seines Könnens, nie den melodischen Bezug zum Thema verlieren lässt.“
Ashley Kahn hält den Newport-Auftritt 1963 für den Höhepunkt der Zusammenarbeit von Coltrane und Haynes; nach Ansicht der Coltrane-Biographen Filtgen und Außerbauer ist Haynes „ein Schlagzeuger mit einer rhythmisch strafferen Konzeption.“ Ein weiterer Titel seines damaligen Repertoires war der Standard „My Favorite Things“; der Saxophonist dehnte seine Improvisationen über den Rodgers/Hammerstein-Klassiker auf über 17 Minuten aus. „Sehr deutlich ist hier auch die klangliche Komponente seines Sopranspiels. Der Ton ist im unteren Bereich sehr nasal, im oberen brillant und strahlend. Coltrane integriert hier die natürliche Tonunreinheit, die Intonationsschwankungen des Instruments in sich selbst (...) Sein tonales Spektrum spiegelt eine polydiatonische Spielweise mehrerer diatonischer Tonleitern.“
Daran an schloss sich eine über 23-minütige Version von „Impressions“, das Coltrane seit seinen Village Vanguard-Auftritten 1961 im Bandrepertoire hatte; nach einer kurzen thematischen Einleitung begann ein sechsminütiges Solo von Tyner,
an das sich ein kurzes Zwischenspiel von Bassist Jimmy Garrison anschloss. Coltrane setzte wieder mit dem „Impressions“-Thema ein und – nachdem das Stück zehn Minuten gedauert hat – mündete das Ganze in ein Duett von Coltrane und Haynes bis kurz vor Ende, als der Saxophonist wieder die Improvisation ins Thema zurückführte.

### Newport Jazz Festival, 2. Juli 1965
Bei seinem Newport-Auftritt 1965 – wieder mit Elvin Jones – war das klassische John Coltrane Quartett fast am Ende seines Bestehens angelangt. „Ein halbes Jahr nach A Love Supreme wird hier eine Tendenz zur tonalen Freiheit spürbar, die kurz zuvor mit Ascension einen Kulmninationspunkt erreicht hatte“, schrieben Filtgen und Außerbauer.
Die neuen musikalischen Entwicklungen von Coltrane, Archie Shepp, Albert Ayler, Pharoah Sanders, John Tchicai und anderen Mitte der 1960er Jahre wurden damals unter dem Begriff „New Thing“ subsumiert; „New Thing at Newport“ war dann auch der Titel des Impulse!-Albums, auf dem Teile dieses Newport-Konzerts („One Down, One Up“ sowie, auf LP nur in gekürzter Form, „My Favorite Things“) 1966 erschien, gekoppelt mit vier Titeln, die Archie Shepp mit seinem Quartett am Nachmittag spielte.
John Coltranes Auftritt beendete das Newport Jazz Festival 1965; an dem regenreichen Tag hatten zuvor Thelonious Monk, Carmen McRae, Dizzy Gillespie und Art Blakeys Jazz Messengers gespielt. Father Norman O’Connor fungierte an diesem Abend als Conferencier und
sagte das Coltrane-Quartett an. Der folgende, knapp halbstündige Auftritt der Band begann mit dem Titel „One Down, One Up“. Filtgen und Außerbauer schrieben zu diesem Stück: „Das Thema basiert auf zwei Ganztonleitern, deren Inhelt nicht identisch sind, was auch von McCoy Tyner, der hier ein langes und brillantes Solo spielt, weiter unterstrichen wird. Gegen Ende dieses Solos steigt die Dichte der Musik nach oben an. Nach einer sehr hohen, kaum zu steigernden Intensität beginnt Coltrane sein Solo. Vollends wird hier deutlich, welche Energie und technische Fertigkeit Coltrane bis dato erreicht hatte. Die augenfälligste dieser Techniken, die im Dienst seiner emotionalen Aussage stehen, ist das Spiel von Tönen, die erheblich über dem Normalregister des Tenors liegen (...). Damit wird ein Klang erzeugt, der einem Schrei gleicht. (...) Er setzt die Register des Saxophons kontrastierend ein; das heißt, er spielt Folgen hoher Töne und reibt sie nahtlos an Töne des unteren Registers, einen Call and Response Effekt erzeugen, der bisweilen den Eindruck vermittelt, zwei Saxophonisten zu hören.“
Coltrane beschloss den Abend mit einer weiteren Version des Klassikers „My Favorite Things“; er wechselte vom Tenor- zum Sopransaxophon. Nach Ansicht von Ashley Kahn zeigten sich hier die Spannungen in der Band, was die musikalische Entwicklung angeht: Während sich Tyner eng an die 1961er Ur-Version des Standards hält, bricht Coltranes Improvisation schon in künftige Richtungen tonaler Freiheit auf.
Coltrane kehrte ein Jahr später mit seinem neuen Quintett aus Alice Coltrane, Pharoah Sanders, Rashied Ali und Jimmy Garrison nach Newport zurück; er spielte ein einstündiges Set mit Versionen von „Leo“, „Peace on Earth“ und erneut „My Favorite Things“, was jedoch nicht mitgeschnitten wurde.

### Die Archie Shepp-Aufnahmen vom Newport Jazz Festival 1965
Die vier Titel, die das Quartett des Saxophonisten Archie Shepp am gleichen Tag in Newport spielten, bildeten die B-Seite des New Thing at Newport Albums. Shepp und seine Mitmusiker spielten die Titel „Rufus Swung His Face At Last To The Wind, Then His Neck Snapped“, „Le Matin Des Noire“, „Skag“, „Call Me By My Rightful Name“ und „Gingerbread Boy, Gingerbread Boy“. Mit Shepp spielten am Nachmittag der Vibraphonist Bobby Hutcherson, Bassist Barre Phillips und der Schlagzeuger Joe Chambers.

## Bewertung des Albums
Richard Cook und Brian Morton bewerteten das Original-Album New Thing at Newport mit dem Konzert-Mitschnitt von 1965 im Penguin Guide to Jazz lediglich mit der Note von drei Sternen. Al Campbell verlieh dem Album New Thing at Newport im All Music Guide die zweithöchste Bewertung.

## Editorische Hinweise
Die Titel „I Want to Talk About You“ und „My Favorite Things“ von 1963 erschienen zuerst auf dem Album Selflessness featuring My Favorite Things (Impulse AS-9161) nach Coltranes Tod 1969. „Impressions“ wurde in gekürzter Form (15:40) auf dem Album The Mastery of John Coltrane, Vol. II – To the Beat of a Different Drum (Impulse IZ-9346) veröffentlicht. Alle drei Titel des Konzerts vom Juli 1963 erschienen dann in der Abmischung von 1968 auf der CD Newport '63 (GRD-128) im Jahr 1993, als Impulse! zu GRP-Label gehörte. Die ausgedehnte Originalfassung von „Impressions“ blieb bis zum Erscheinen der Edition von 2007 unveröffentlicht.
Die gesprochene Einleitung, „One Down, One Up“ und eine auf fünf Minuten gekürzte Fassung von „My Favorite Things“ waren Teil des Albums New Thing at Newport (AS-94), das bereits 1966 erschien; die Version von 1965 des Titels „My Favorite Things“ wurde zuerst 1978 auf dem Album The Mastery of John Coltrane, Vol. I – Feelin' Good (IZ9345-2) publiziert.
Die CD-Edition von New Thing at Newport (314543414-2) dokumentiert die vollständigen Konzerte von Shepp und Coltrane 1965.

## Die Titel
- John Coltrane Quartett – My Favorite Things: Coltrane at Newport (Impulse)

1. „I Want to Talk About You“ 9:41
2. „My Favorite Things“ (Rodgers/Hammerstein) 17:20
3. „Impressions“ 23:30
4. Spoken Introduction 1:08
5. „One Down, One Up“ 12:42
6. „My Favorite Things“ 15:14

- John Coltrane/Archie Shepp: New Thing at Newport (Impulse AS-49)

A-Seite (Coltrane)
1. „One Down One Up“ – 11:42
2. „My Favorite Things“ – 5:22[10]

B-Seite (Shepp)
1. „Rufus (Swung) His Face At Last To The Wind, Then His Neck Snapped“ – 6:14
2. „Le Matin Des Noire“ – 6:33
3. „Skag“ – 7:30
4. „Call Me By My Rightful Name“ – 7:30[11]